# 莱昂内·弗罗洛
莱昂内·弗罗洛（義大利語：Leone Frollo，1931年4月9日—2018年10月17日），意大利漫画艺术家。

## 生平
弗雷诺出生于威尼斯。他在1948年以西部作品“大湖”出道。从1958年到1968年，他在伦敦的Fleetway工作，画战争故事。在那之后，直到20世纪80年代中期，他进行了多种类型的创作，包括幻想漫画、恐怖漫画，尤其是色情漫画。 
1987年之后，他改变了风格，并为法国市场创作了系列作品。在放弃漫画之后，弗罗洛投入到色情作品中，用水彩、铅笔和粉彩绘制插图。